# 二乙基甲酰胺
N,N-二乙基甲酰胺是一种有机化合物，化学式为C5H11NO。

## 制备
二乙基甲酰胺可由二乙胺在甲醇溶剂中，以甲醇钠为催化剂，在加热、高压下发生羰化反应得到。